# Nadine Alphonse
Nadine Alphonse (ur. 22 lipca 1983) – kanadyjska siatkarka grająca jako środkowa. 
Obecnie występuje w drużynie Team Canada.